# Дитинство Тьоми
«Дитинство Тьоми» («Детство Тёмы») — радянський художній фільм 1990 року, знятий режисером Оленою Стрижевською на Кіностудії ім. М. Горького.

## Сюжет
На тлі неспішної течії життя, налагодженого побуту дворянської садиби, автори простежують становлення дитячої душі. Герой фільму — гімназист першого року Тьома Карташов.

## У ролях
- Сергій Голєв — Тьома Карташов
- Анна Каменкова — Аглаїда Василівна, мати Тьоми
- Леонід Кулагін — Микола Семенович, батько Тьоми
- Армен Джигарханян — Лейба
- Зиновій Гердт — Абрумка
- Любов Омельченко — бонна
- Юрій Чернов — Єремей, кучер
- Олена Бєляк — Таня
- Валентина Ананьїна — няня Проня
- Віра Івлєва — Хімка
- Володимир Максимов — Яків
- Валерій Годзєв — отець Георгій
- Денис Ковилькевич — Йоська
- Діма Бродов — Лапсердак
- Діана Єрмаш — Зіна, сестра Тьоми
- Валерія Глазунова — Наталка, сестра Тьоми
- Олександра Глазунова — Аня, сестра Тьоми
- Аня Летошко — Маня, сестра Тьоми
- Микита Тихонов-Рау — Коля Іванов
- Валентин Печніков — старий злодій
- Ігор Кашинцев — директор гімназії
- Віктор Махмутов — Борис Борисович
- Семен Фарада — Бошар, вчитель французької мови у гімназії
- Юрій Морозов — вчитель малювання
- Віктор Бунаков — Іван Іванович, наглядач
- Сергій Баранов — Вахнов
- Марина Константинова — Маня Іванова
- Віктор Гур'янов — епізод
- Віктор Громаков — епізод
- Є. Михайлов — епізод
- Є. Матвєєв — епізод
- Юрій Доронін — епізод
- Ю. Бідерман — епізод
- Ю. Алексєєв — епізод
- А. Ленівкін — епізод
- Олег Дмитрієв — епізод
- А. Орлов — епізод
- М. Корсунська — епізод
- Маша Покровська — епізод
- Людмила Крашеніннікова — дружина Бориса Борисовича
- Віра Калініна — епізод
- Борис Репетур — епізод
- Ілля Братман — епізод
- Михайло Грінбойм — епізод
- Фелікс Мешман — епізод
- Андрій Толмачов — епізод
- Митя Андрусенко — епізод
- Антон Тутунов — епізод
- Ігор Сретенський — епізод
- І. Євдокимов — епізод
- Сергій Прищеп — епізод
- Аня Філатова — епізод
- Лев Гужновський — епізод
- Павло Остроухов — працівник
- Михайло Поліцеймако — гімназист

## Знімальна група
- Режисер — Олена Стрижевська
- Сценарист — Євген Митько
- Оператори — Сергій Онуфрієв, Олександр Лисих
- Композитор — Сергій Гаврилов
- Художник — Сергій Бочаров